# 冬葵
冬葵（学名：Malva verticillata var. crispa），又名葵菜、冬苋菜、皱叶锦葵，属锦葵科一、二年生草本植物，可入药。温暖地方春、秋两季均可栽培，寒冷地方春季栽培，直接播种或育苗移栽。原产于亚洲东部，中国有栽培。
葵菜叶可以食用，在中国有古老的食用历史，于《诗经》和《黄帝内经》中均有记载。唐代以后逐渐退出餐桌，唯在江西、湖南、四川、贵州等南方内陆地区仍保留食用葵菜（多称“冬苋菜”）的习惯。。
药理作用：性味甘寒，具有清热、舒水、滑肠的功效。治肺热咳嗽，热毒下痢、黄疽、二便不通、丹毒等病症，脾虚肠滑者忌食，孕妇慎食。

## 别名
皱叶锦葵、蕲菜、葵菜、葵子、葵菜子、葵、露葵、冬葵菜、滑菜、卫足、马蹄菜、滑肠菜、金钱葵、金钱紫花葵、冬寒菜、冬苋菜、茴菜、滑滑菜、奇菜

## 形态
冬寒菜的叶子肾形稍绉缩，有的变种绉缩比较严重，如绉冬寒菜；夏初自叶腋生出总状花序，开淡红色小花。